# Agriotella occidentalis
Agriotella occidentalis là một loài bọ cánh cứng trong họ Elateridae. Loài này được Brown miêu tả khoa học năm 1933.